# Poughkeepsie
Poughkeepsie, fundada en 1854, es una ciudad ubicada en el condado de Dutchess en el estado estadounidense de Nueva York. En 2000 tenía una población de 29,871 habitantes y una densidad poblacional de 2,242 personas por km².

## Historia
El colono inglés Robert Sanders y el colono holandés Myndert Harmense Van Den Bogaerdt adquirieron la tierra de una tribu nativa americana local en 1686, y los primeros pobladores fueron las familias de Barent Baltus Van Kleeck y Hendrick Jans van Oosterom. El asentamiento creció rápidamente y en 1720 se estableció la Iglesia Reformada de Poughkeepsie.
La comunidad se separó de la ciudad de Poughkeepsie cuando se convirtió en una aldea incorporada el 27 de marzo de 1799. La ciudad de Poughkeepsie fue fundada el 28 de marzo de 1854.
Poughkeepsie fue un importante centro de  procesado para la industria ballenera, y durante el siglo XIX el pueblo floreció asociado al transporte marítimo, sombrererías, fábricas de papel y varias cerveceras a lo largo del río Hudson, incluidas algunas propiedad de Matthew Vassar, fundador de Vassar College.

## Geografía
Según la Oficina del Censo, la ciudad tiene un área total de 15 km² (5,8 mi²), de la cual 13 km² (5 mi²) es tierra y 2 km² (0,8 mi²) (9.65%) es agua. 
Se sitúa a orillas del río Hudson.
Poughkeepsie tiene un clima continental húmedo (Köppen Dfa) con veranos relativamente calurosos e inviernos fríos. Recibe aproximadamente 1121 mm de precipitación por año, gran parte de la cual cae a fines de la primavera y principios del verano.

## Demografía
Según la Oficina del Censo en 2000 los ingresos medios por hogar en la localidad eran de $29,389, y los ingresos medios por familia eran $35,779. Los hombres tenían unos ingresos medios de $31,956 frente a los $25,711 para las mujeres. La renta per cápita para la localidad era de $16,759. Alrededor del 22.7% de la población estaban por debajo del umbral de pobreza.